# Инвазивен вид
Инвазивни (от латински: invasio – нашествие, нападение, набег, насилие, окупация) са такива биологични видове, които не са естествено разпространени на определено място, а са интродуцирани там по един или друг начин и имат тенденцията да се разпространяват до степен да увредят местната екосистема, като в някои дефиниции се включва също и вреда за човешката икономика и здраве.
Критериите за това дали един вид е инвазивен са доста противоречиви, поради разнообразните възприятия на изследователите и свързаната с това загриженост за субективността на понятието инвазия. Има различни алтернативни предложения за употребата на това понятие. Най-честата употреба на понятието се отнася до интродуцираните видове (наричани още „не местни“, „не автохтонни“), които въздействат неблагоприятно в екологичен и икономически план върху хабитатите и биотопите, в които са навлезли. Тези нашественици могат да бъдат както растителни, така и животински видове и да нанесат вреди чрез доминирането си както в определени хабитати в дивата природа, а също и в преходната зона между дива природа и градска среда поради липсата на естествен контрол, каквито са например хищниците или съответно тревопасните. Това включва растения, определяни като „екзотични плевели“ или „инвазивна екзотика“, завземащи местните растителни съобщества. Понятието в този си смисъл е използвано от правителствени организации, както и от групи по опазване на природата като Международен Съюз за Опазване на Природата (International Union for Conservation of Nature (IUCN) и Калифорнийско Общество за Местните Растения. Европейският съюз разглежда като „инвазивни несвойствени видове“ такива, които са първо извън зоната си ма естествено разпространение и второ, застрашават биологичното разнообразие.
Понятието се използва също и от земеделци, градинари, ботаници, изследователи, еколози и интересуващите се от опасни растения. Алтернативна употреба разширява понятието също и до местни видове, които са колонизирали зони от естественото си разпространение, като например елените, при които има свръхнаселени популации в някои крайградски зони в североизтока на САЩ. Понякога понятието се използва за видове, които са се разпространили навсякъде:с. 136. Не всеки интродуциран вид обаче оказва неблагоприятно въздействие на околната среда. Такъв пример е обикновената златна рибка (Carassius auratus), която днес се среща навсякъде в САЩ, но рядко достига значителна населеност :с. 136. Ярки примери за инвазивни видове са европейският заек, сивата катерица, домашната котка, шаранът, порът. Някои учени предлагат генетично модифицираните организми да се разглеждат и третират като нашественици.
Сами по себе си разпръскването и последващото населване обаче не са в резултат единствено на човешко въздействие върху околната среда. Има много други възможни механизми организми от всички биологични таксони да преминават големи разстояния дори до други континенти за кратко време, например върху плаващи дънери или по въздушни течения. Чарлз Дарвин доказва, че семената, получени от изпражнения от насекоми и пръстта, полепнала по краката на птици могат да покълнат, след като са преминали значителни разстояния от хиляди мили. Нашествието в дълготрайно установили се екосистеми на организми от отдалечени райони е естествено явление, което обаче се ускорява от причинената или подпомогната от човека миграция и това не винаги може да бъде адекватно измерено.

## Причини
Обект на изследванията са особеностите на видовете и факторите на екосистемите, чието комбиниране превръща един интродуциран вид в инвазивен.

### Механизми, свързани с особеностите на видовете
Всички видове са в надпревара за оцеляване, а при инвазивните явно има особености или комбинации от особености, които им позволяват да надвият местните видове. В някои случаи става дума за скорост на растеж и възпроизводство. В други случаи видовете взаимодействат по между си пряко.
Сред изследователите няма пълно съгласие относно използването на характерните особености на вида като маркер за инвазивност. Едно от изследванията показва, че от списък с инвазивни и неинвазивни видове, 86% от нашествениците могат да бъдат определени само от своите специфики. Според друго изследване обаче много от инвазивните видове имат само малка част от предполагаемите качества и много подобни черти се срещат и при неинвазивни видове и трябва да се търси друго обяснение. Общите черти на инвазивните видове са:
- Бърз растеж
- Бързо размножаване
- Голяма способност за биологично разпространение
- Фенотипна пластичност (способност да променят формата си в зависимост от условията)
- Толеранс към широк обхват от условия на средата
- Способност да оцеляват с различни видове храна
- Сдружаване и връзка с хората[15]
- Предишни успешни инвазии [16]

Най-често интродуцираните видове трябва да оцелеят един начален период на популация с ниска плътност преди да се проявят като завоеватели на новото място. В такива условия за тях може да се окаже трудно да се установят и възпроизведат ефективно и за това е необходимо многократно да достигат новата си локация. Това се осигурява от повтарящи се човешки активности, като например кораби, пътуващи редовно между определени пристанища, автомобилен трафик и др., които дават многократни възможности за заселване. Това е т.нар. „интродуцивен натиск“.
Интродуцираните видове могат да станат инвазивни, ако успеят да се преборят с местните видове за ресурси като хранителни вещества, светлина, пространство, вода. Ако те са се развивали в среда със силен натиск от конкуренция или от хищници може да се окаже, че на новото място този натиск е по-слаб и това е предпоставка за бърз разцвет. Екосистеми, които са използвани до пълния си капацитет от местните видове могат да бъдат описани с модел, наречен „игра с нулев резултат“, при която печалбата за нашественика е загуба за местните видове. Такова едностранно конкурентно превъзходство обаче не е общият случай. Често инвазивните видове съжителстват дълго време с местните и постепенно по-голямата им конкурентна способност става очевидна, когато популацията им стане по-гъста и многобройна от местната.
В някои случаи инвазивните видове могат да използват ресурси, които са били недостъпни за местните видове, например растенията с дълъг централен корен и осева коренова система достигат подземните води. Такъв е случаят с интродуцираната в Калифорния трева Aegilops triuncialis върху серпентинитова почва, която не може да задържа вода, има висока пропорция Mg/Ca, както възможна голяма токсичност от замърсяване с тежки метали. Обикновено на такива терени растителността е рядка, но въпросната трева успешно създава гъст килим и надвива зле адаптираните към серпентинитни почви местни видове.
Инвазивните видове могат да променят средата си чрез отделянето на химични съединения, които модифицират неживите фактори, или въздействат на поведението тревопасните, въздействайки положително или отрицателно на останалите видове. Видове като Kalanchoe daigremontana произвеждат алелопатични вещества, потискащи конкурентните видове и въздействащи на някои процеси в почвата, като минерализацията на въглерода и азота. Други видове, като Stapelia gigantea създават благоприятен микроклимат за развитие на семеначета на други видове в иначе безплодни места и така намаляват опасността от тревопасни в ранните етапи на развитието си.
Друга форма на улеснение на инвазията е въздействието върху режима на природните пожари. Произлизащата от Евразия покривна овсига (Bromus tectorum), добре адаптирана към пожарите бързо се разпространява след сезона на пожарите в западната част на Северна Америка. Тя увеличава честотата и интензивността на пожарите, осигурявайки им голямо количество сух лесно запалим детрит. Местните не толкова адаптирани видове не издържат на толкова пожари и биват изтласкани от регионите на инвазия.
Екологично подпомагане се наблюдава, когато един вид моделира средата си по начин, благоприятен за развитието на други видове. Например зебровата мида увеличава разнообразието в хабитата си, като осигурява цепнатини, които се заселват от други безгръбначни. Заедно с отделяните от филтриращата водата мида отпадъчни вещества това увеличава плътността и разнообразието на общностите безгръбначни в бентосната зона.

### Механизми, свързани с особеностите на екосистемата
Количеството на налични ресурси в екосистемата и степента, в която тези ресурси се използват от организмите определят определят ефекта от допълнително внесените в нея видове. В стабилните екосистеми има равновесие между използваните и наличните ресурси. Различни механизми могат да опишат ситуацията, когато екосистемата страда от различни видове смущения.
Нормалната последователност при промяна в средата като горския пожар естествено облагодетелствани са местните видове тревисти растения. Ако при тези условия там попаднат интродуцирани видове, способни на по-бърз растеж, те биха изтласкали местните видове, използвайки наличните ресурси. Често в такава ситуация лимитиращите фактори са азота и фосфора.
Всеки вид заема своя екологична ниша в съответната екосистема; някои видове играят различни и променливи роли в това, докато други са тясно специализирани. Някои нашественици заемат ниши, които преди това не са били заети от местни видове, а също могат да създават нови ниши. Такъв пример е градинският сцинк Lampropholis delicata
Промените в екосистемата могат да влияят на разпределението на видовете. Например ръбните ефекти описват какво се случва, когато част от екосистемата е нарушена, като в случая на разчистване на земя за земеделски цели. На границата на ненарушения хабитат се оформя гранична зона, която става нов хабитат, нова територия на победители и победени и евентуално за видове, които не биха оцелели извън тази гранична зона.

## Екология

### Особености на екосистемите с нашествие
През 1958 г. Чарлз С. Елтън изказва твърдение, че екосистемите с по-голямо видово разнообразие в по-малка степен са обект на инвазия, защото имат по-малко незаети ниши. По-късно други еколози посочват примери на екосистеми с много богато разнообразие и в същото време силно обхванати от инвазия. Те изказват обратното предположение, че екосистеми с голямо биоразнообразие са по-податливи на инвазивни видове.
Както се оказва този дебат зависи от пространствените мащаби на изследването на инвазията и въпросът как разнообразието е свързано с възприемчивостта остава неразрешен до 2011 г. Изследвания с малък мащаб обикновено дават отрицателна връзка между биоразнообразието и нашествията, докато широко мащабните изследвания обикновено показват обратното. Последното може да е страничен ефект от способността на нашествениците да възползват от увеличения достъп до ресурси и това, че мащабните изследвания улавят по-слаби видови взаимодействия.

## Ефекти

### Екологични
Разчистването на земята и човешкото и заселване оказва натиск върху местните видове. Нарушените хабитати са предразположени към инвазии, които оказват вредоносно въздействие на местните екосистеми и променят функционирането им. Блатни видове, като известните на Хаваите „ае ае“ (местният вид Bacopa monnieri) се смятат за вредители в изкуствено създадените убежища за водни птици, където бързо завладяват плитчините, осигурени за застрашените видове газещи блатни птици и ги правят нежелани места за храненето им.